# 1965 ve fotografii
Tento článek popisuje významné události roku 1965 ve fotografii.

## Události
- 17. února – v rámci programu Ranger na Měsíci pořídila bezpilotní sonda Ranger 8 fotografie Moře Klidu. Akce se konala v rámci přípravy na mise programu Apollo, v tomto místě měla v budoucnu přistát posádka Apolla 11.
- František Dostál začal pracovat na cyklu Vršovice.

## Ocenění
- World Press Photo – Kjóiči Sawada
- Prix Niépce – Thierry Davoust
- Prix Nadar – Madeleine Hours, Les Secrets des chefs-d'œuvres, vyd. Pont Royal
- Zlatá medaile Roberta Capy – Larry Burrows, Life
- Cena za kulturu Německé fotografické společnosti – Heinz Hajek-Halke  a Felix H. Man
- Pulitzer Prize for Photography – Horst Faas, Associated Press, za válečné fotografie z Vietnamské války v roce 1964

## Narození v roce 1965

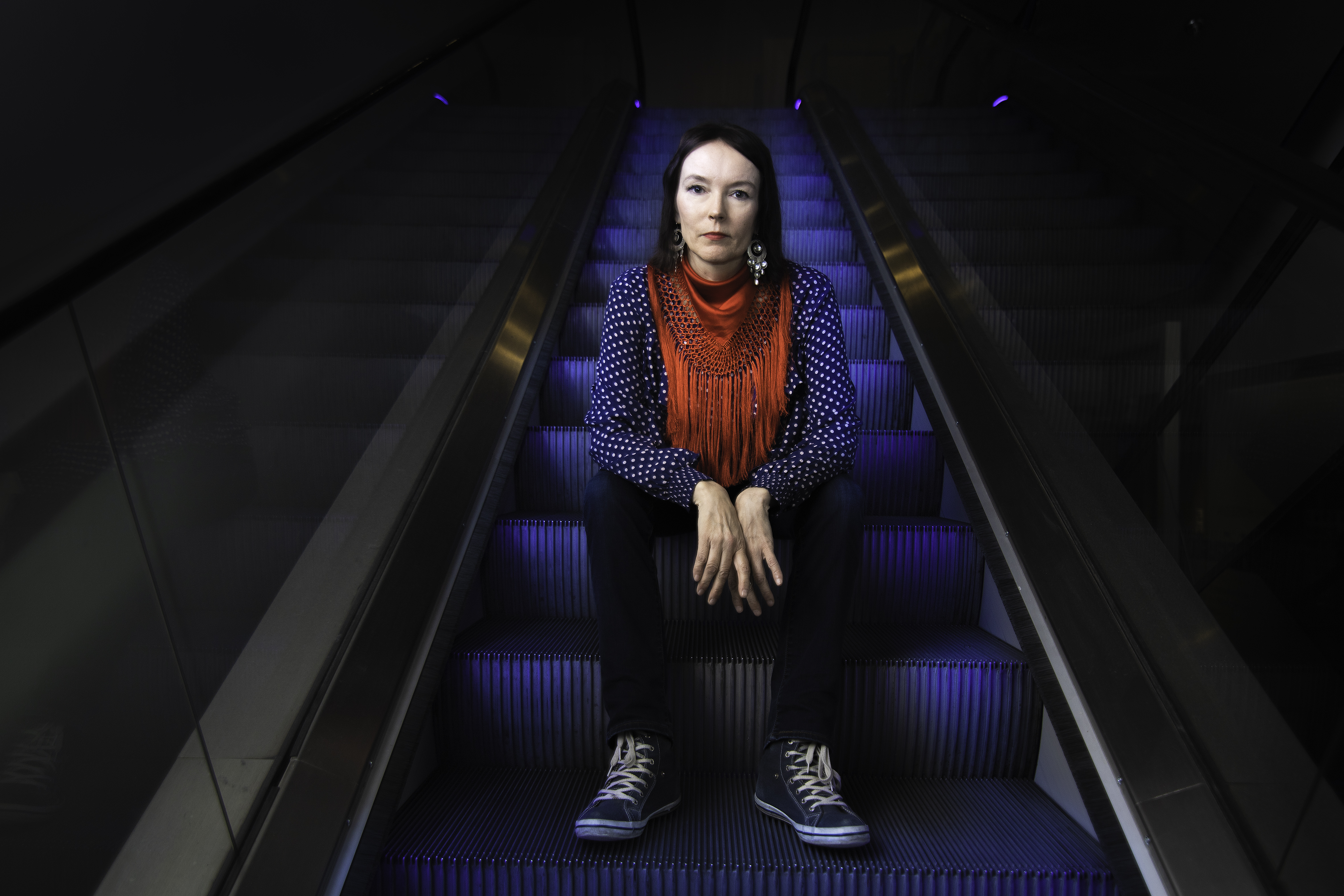
Dne 29. srpna se narodila finská fotografka Marja Helander

- 19. února – Marco Grob, švýcarský portrétní a módní fotograf
- 28. února – Jiří X. Doležal, český novinář a fotograf
- 25. března – Zdeněk Sokol, český fotograf, člen někdejší umělecké skupiny Bratrstvo (1989–1994)
- 31. března – Karel Koutský, český fotograf
- 11. června – Pia Lindman, finská fotografka
- 10. července – Mišo Suchý, slovenský režisér a fotograf
- 23. srpna – Ján Hronský, československý fotograf aktů
- 24. srpna – Laurent Benaïm, francouzský fotograf aktů
- 29. srpna – Marja Helander, finská fotografka
- 10. září – Athanassios Kalogiannis, 52, řecký atlet a módní fotograf († 23. října 2017)
- 20. září – Fiona Ayerstová, jihoafrická fotografka divoké přírody, která se zabývá fotografováním pod vodou
- 12. října – Anja Niedringhaus, německá fotožurnalistka († 4. dubna 2014)
- 13. října – Marko Prezelj, slovinský horolezec a fotograf
- 3. listopadu – Václav Jirásek, český fotograf, člen někdejší umělecké skupiny Bratrstvo (1989–1994)
- 12. listopadu – Karsten Thielker, německý fotograf († 3. října 2020)
- 2. prosince – Mette Tronvoll, norská fotografka
- 27. prosince – Roman A. Muselík, český fotograf a kurátor, člen někdejší umělecké skupiny Bratrstvo (1989–1994)
- ? – Francisco Peralta Torrejón, fotograf chilsko-rakouského původu, který žije ve Vídni
- ? – Mette Møllerová, norská spisovatelka a ilustrátorka kuchařek a bývalá fotografka pro redakci Dagbladet
- ? – Quentin Bajac, francouzský muzejní kurátor a historik umění specializující se na dějiny fotografie
- ? – Mitch Kern, americký umělec a fotograf
- ? – Darcy Padilla, americká dokumentární fotografka
- ? – Ron Haviv, americký fotožurnalista
- ? – Elaine Constantine, britská fotografka
- ? – Olivier Zabat, francouzský režisér a fotograf

## Úmrtí v roce 1965
- 3. února – Heinz von Perckhammer, tyrolský fotograf aktivní v Číně (* (3. března 1895)
- 7. května – Charles Sheeler, americký malíř a fotograf (* 16. července 1883)
- 9. května – Vincenc Dlouhý, český fotograf a malíř (* 24. listopadu 1883)
- 10. července – Bernard Poinssot, fotograf (* 18. května 1922)
- 26. července – Jacques Darche, francouzský fotograf a grafik (* 8. února 1920)
- 4. září – Arthur Breckon, novozélandský fotožurnalista (* 24. února 1887)
- 11. října – Dorothea Langeová, americká fotografka (* 26. května 1895)
- 2. listopadu – Nickolas Muray, maďarsko-americký fotograf a olympijský šermíř (* 15. února 1892)
- 10. listopadu – Einar Erici, švédský lékař, varhanář a fotograf (* 31. ledna 1885)
- 4. listopadu – Dickey Chapelle, americká fotožurnalistka, která pracovala jako válečná korespondentka během druhé světové války ve Vietnamu (* 14. března 1919)
- 23. listopadu – Alžběta Gabriela Bavorská, fotografka (* 25. července 1876)
- 29. prosince – Teisuke Chiba, japonský fotograf (* 19. října 1917)
- 30. prosince – Franz Roh, německý historik, fotograf a umělecký kritik (* 21. února 1890)
- 31. prosince – Johannes Molzahn, německý fotograf, grafik a malíř (* 21. května 1892)
- ? – Óri Umesaka, japonský fotograf (* 1900)
- ? – Micutaró Fuku, japonský fotograf (* 1898)
- ? – Luis Villaveces Santamaría, kolumbijský obchodník, výrobce hraček, fotograf a účetní (* 23. ledna 1890 – 5. ledna 1965)
- ? – Jindřich Vaněk, český architekt a fotograf, mj. v časopisu Pestrý týden (* 28. června 1888 – 19. listopadu 1965)
- ? – Sophie Petersenová, dánská cestovatelka, geografka, geoložka, pedagožka, fotografka a spisovatelka (* 15. února 1885 – 11. října 1965)